# Liste von Höhlen in Polen

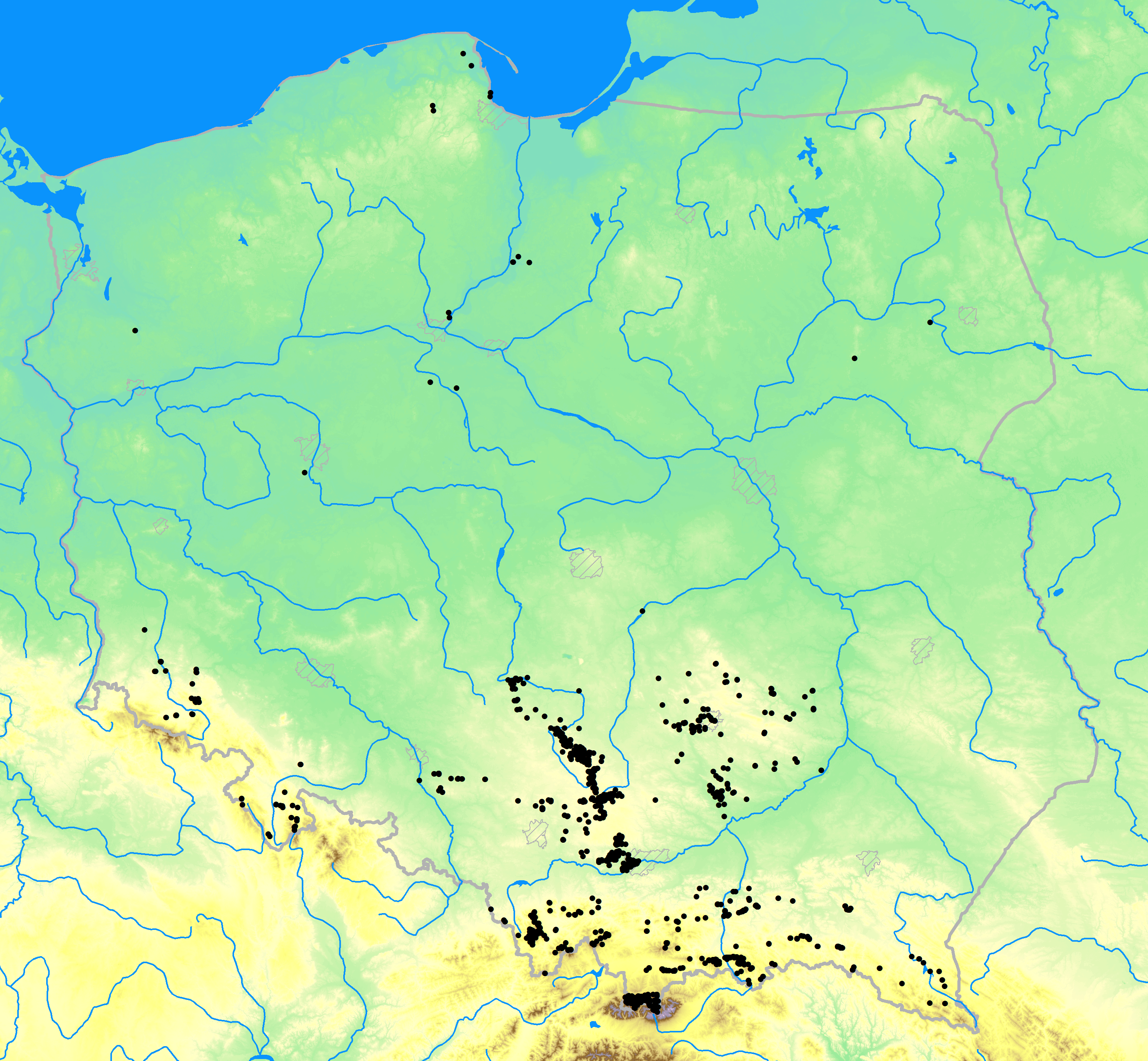
Verbreitung der Höhlen in Polen

Die meisten polnischen Höhlen befinden sich im Süden des Landes. Die längsten und tiefsten Höhlen befinden sich in der Westtatra. Insgesamt sind es hier 842 Höhlen mit einer bekannten Gesamtlänge von 134 km. Weitere Gebiete, in denen Karsthöhlen häufig vorkommen, sind der Krakau-Tschenstochauer Jura mit 1580 Höhlen mit einer Gesamtlänge von 156 km, das Heiligkreuzgebirge mit 154 Höhlen, die Sudeten mit 94 Höhlen, Pieninen mit 46 Höhlen, das Nida-Becken mit 106 Höhlen und das Roztocze mit 14 Höhlen. 1315 weitere Höhlen befinden sich im Karpatenflysch. Hierbei handelt es sich jedoch meist nicht um Karsthöhlen, sondern um Höhlen, die durch geologische Massenbewegung entstanden sind. Im polnischen Tiefland sind 22 Höhlen bekannt.

## Längste Höhlen
| LN | Name                                 | Länge m | Tiefe m | Lage                           |
| -- | ------------------------------------ | ------- | ------- | ------------------------------ |
| 1  | Jaskinia Wielka Śnieżna              | 23.753  | 824     | Westtatra, Małołączniak        |
| 2  | Śnieżna Studnia                      | 13.250  | 763     | Westtatra, Małołączniak        |
| 3  | Jaskinia Wysoka – Za Siedmiu Progami | 11.660  | 435     | Westtatra, Wąwóz Kraków        |
| 4  | Jaskinia Miętusia                    | 10.780  | 305     | Westtatra, Dolina Miętusia     |
| 5  | Bańdzioch Kominiarski                | 9.550   | 562     | Westtatra, Kominiarski Wierch  |
| 6  | Jaskinia Czarna                      | 7.247   | 304     | Westtatra, Organy              |
| 7  | Ptasia Studnia                       | 6.283   | 352     | Westtatra, Dolina Miętusia     |
| 8  | Jaskinia Zimna                       | 5.420   | 176     | Westtatra, Dolina Kościeliska  |
| 9  | Jaskinia Niedźwiedzia                | 4.500   | 118     | Glatzer Schneegebirge, Stroma  |
| 10 | Jaskinia Mała w Mułowej              | 3.863   | 555     | Westtatra, Dolina Mułowa       |
| 11 | Chelosiowa Jama-Jaworznicka          | 3.670   | 61      | Heiligkreuzgebirge, Jaworznia  |
| 12 | Jaskinia Kozia                       | 3.470   | 389     | Westtatra, Dolina Miętusia     |
| 13 | Jaskinia Kasprowa Niżnia             | 3.100   | 47      | Westtatra, Dolina Kasprowa     |
| 14 | Jaskinie Pawlikowskiego              | 2.409   | 76      | Westtatra, Dolina Kościeliska  |
| 15 | Szczelina Chochołowska               | 2.320   | 60      | Westtatra, Dolina Chochołowska |

## Tiefste Höhlen
| LN | Name                                 | Tiefe | Länge  | Lage                          |
| -- | ------------------------------------ | ----- | ------ | ----------------------------- |
| 1  | Jaskinia Wielka Śnieżna              | 824   | 23.753 | Westtatra, Małołączniak       |
| 2  | Śnieżna Studnia                      | 763   | 13.250 | Westtatra, Małołączniak       |
| 3  | Bańdzioch Kominiarski                | 562   | 9.550  | Westtatra, Kominiarski Wierch |
| 4  | Jaskinia Mała w Mułowej              | 555   | 3.863  | Westtatra, Dolina Mułowa      |
| 5  | Jaskinia Wysoka – Za Siedmiu Progami | 435   | 11.660 | Westtatra, Wąwóz Kraków       |
| 6  | Jaskinia Kozia                       | 389   | 3.470  | Westtatra, Dolina Miętusia    |
| 7  | Ptasia Studnia                       | 352   | 6.283  | Westtatra, Dolina Miętusia    |
| 8  | Jaskinia Miętusia                    | 305   | 10.780 | Westtatra, Dolina Miętusia    |
| 9  | Jaskinia Czarna                      | 304   | 7.247  | Westtatra, Organy             |
| 10 | Siwy Kocioł                          | 295   | 1.318  | Westtatra, Małołączniak       |
| 11 | Studnia w Kazalnicy Miętusiej        | 241   | 1.000  | Westtatra, Dolina Miętusia    |
| 12 | Jaskinia Zimna                       | 176   | 5.420  | Westtatra, Dolina Kościeliska |
| 13 | Jaskinia pod Wantą                   | 172   | 520    | Westtatra, Dolina Miętusia    |
| 14 | Jaskinia Małołącka                   | 166   | 258    | Westtatra, Dolina Małej Łąki  |
| 15 | Zośka – Zagonna Studnia              | 163   | 700    | Westtatra, Dolina Małej Łąki  |

## Weitere Höhlen
- Cubryńska Dziura I
- Dziura
- Dziurawy Kamień
- Groty Mechowskie
- Jaskinia Ciemna
- Jaskinia Głęboka
- Jaskinia Jasna
- Jaskinia Kryspinowska
- Jaskinia Łokietka
- Jaskinia Malinowska
- Jaskinia Mroźna
- Jaskinia Mylna
- Jaskinia Nietoperzowa
- Jaskinia Obłazkowa
- Jaskinia Radochowska
- Jaskinia Raptawicka
- Jaskinia Twardowskiego
- Jaskinia Wierzchowska Górna
- Jaskinia Wołoszyńska Niżnia
- Jaskinia Wołoszyńska Wyżnia
- Jaskinia Odkrywców
- Raj
- Smocza Jama (Krakau)
- Studnia w Mnichu
- Smocza Jama (Tatra)
- Wielka Żabia Szpara